# Col des Sept Frères
Le col des Sept Frères est un col routier des Pyrénées françaises s'élevant à 1 258 m dans le département de l'Aude.

## Toponymie
La légende raconte que le col fut baptisé ainsi à la suite du drame arrivé au cours d'un très rude hiver. Une maman malade à Camurac ou Comus, un fils qui va chercher le médecin à Belcaire malgré la tempête de neige et qui disparaît, un deuxième fils qui tente le passage à son tour, puis un troisième et ainsi de suite jusqu'au septième...  Une légende proche concerne la croix des Sept Frères située en Haute-Savoie dans la station de ski de Morillon.
Plus pragmatiquement le nom viendrait de la déformation du nom « col des sept frênes », un arbre qui borde encore les routes du plateau de Sault.

## Géographie
Le col des Sept Frères est situé sur la commune de Camurac, au nord d'Ax-les-Thermes, sur la D 613. Il est emprunté par la route des cols. Le col marque la ligne de partage des eaux séparant le bassin méditerranéen du bassin atlantique.

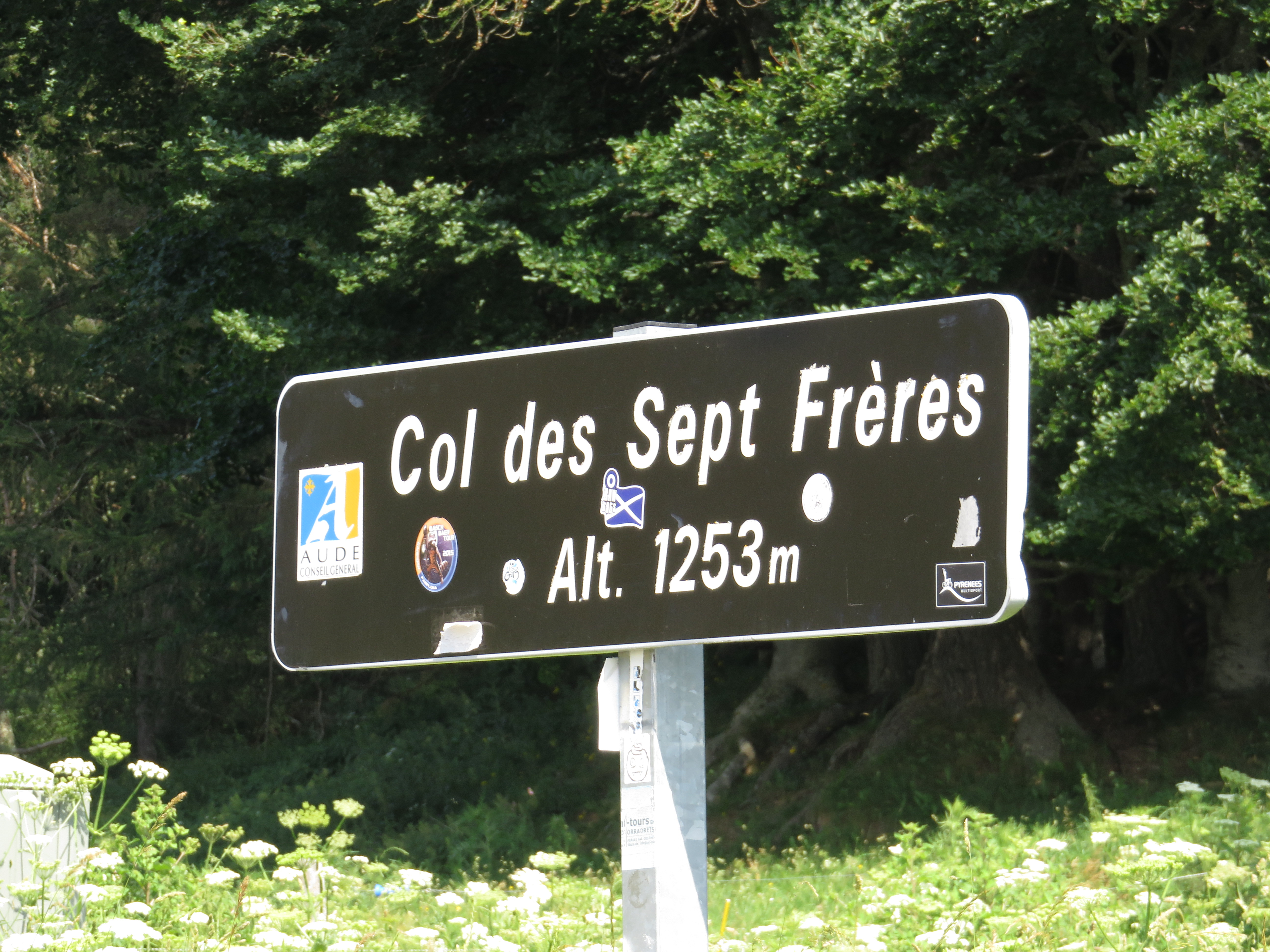
Panneau routier annonçant le col.
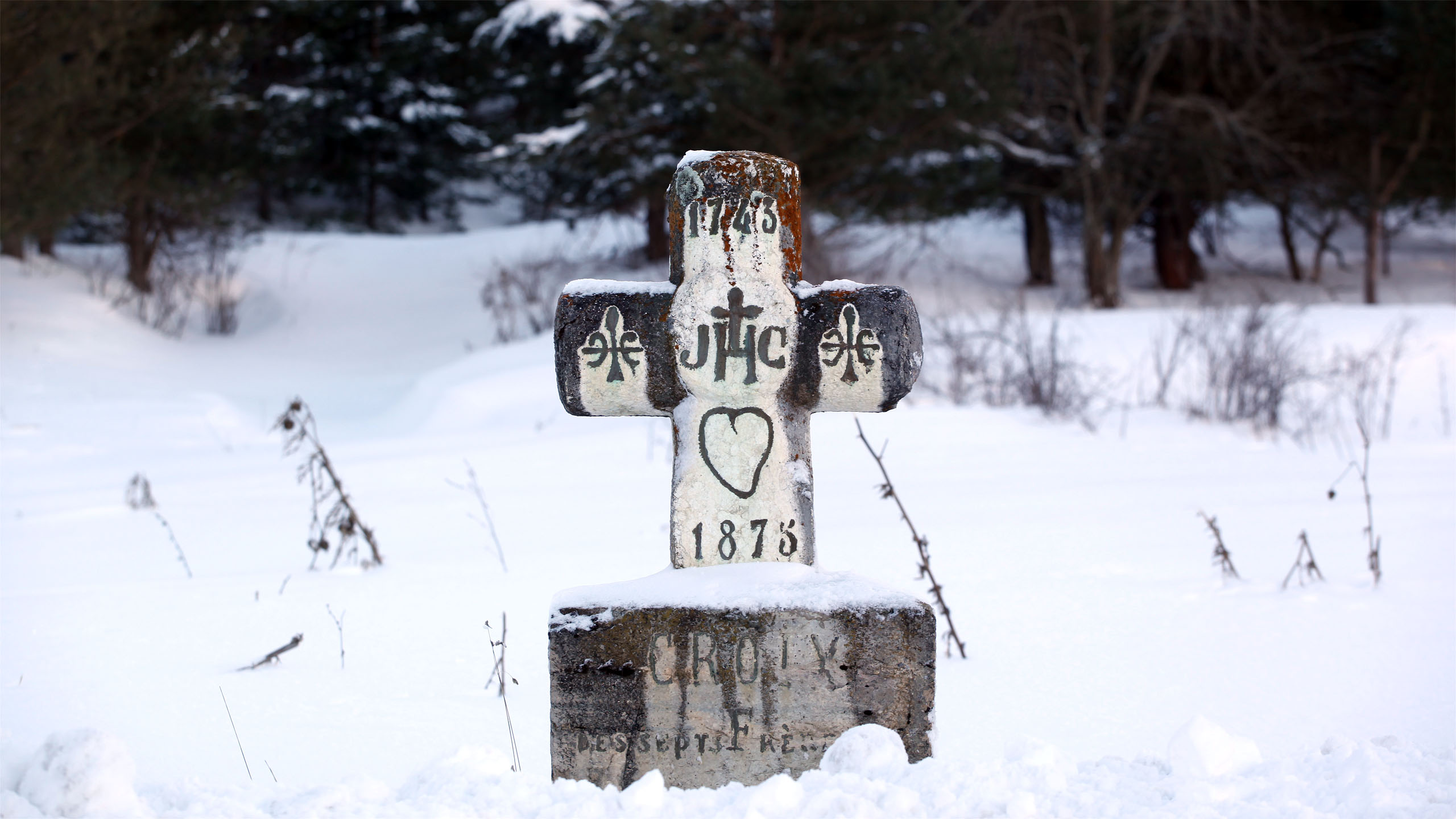
La croix des Sept Frères.

## Activités
Il est apprécié des cyclistes notamment depuis Belcaire. Ìl est également possible de pratiquer la randonnée pédestre et le VTT sur circuits ; l'hiver le ski alpin, le ski de fond et les raquettes à la station de ski de Camurac, unique station de ski dans le département de l'Aude.
La 11e étape du Tour de France 1997 qui s'est déroulée le 16 juillet 1997 entre Andorre et Perpignan a traversé le village de Camurac et franchi le col en direction de Belcaire, sans toutefois qu'il soit pris en compte au classement de la montagne.